# Smedstorps distrikt
Smedstorps distrikt är ett distrikt i Tomelilla kommun och Skåne län. 
Distriktet ligger nordost om Tomelilla. 

## Tidigare administrativ tillhörighet
Distriktet inrättades 2016 och utgörs av en del av det område Tomelilla köping omfattade till 1971, delen som före 1969 utgjorde Smedstorps socken. 
Området motsvarar den omfattning Smedstorps församling hade 1999/2000.